# Anatomia comparada

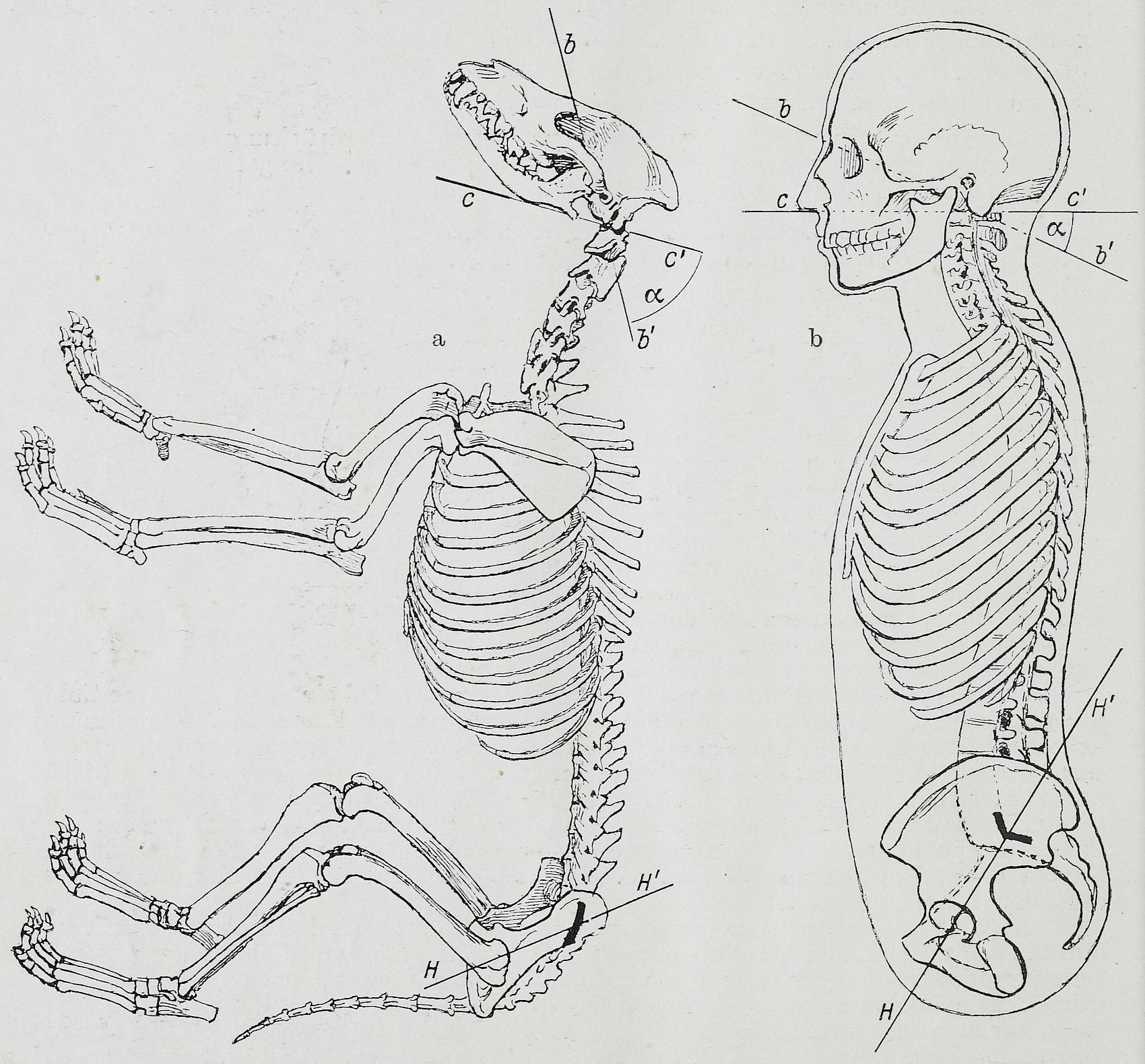
Estruturas homologas entre canino e humano.

As diferentes espécies foram transformadas com o passar do tempo, assim surgindo novas espécies, este processo é chamado de evolução. Em um primeiro momento acreditava-se que as espécies eram imutáveis, porém com a adesão de conhecimentos e surgimento de evidências, como fósseis, desencadeou o interesse pelo estudo na área, e, analisando outros fatores, como a genética e semelhanças entre espécies, foi percebido que todos os seres vivos evoluíram e continuam em constante processo de evolução, podendo até causar o surgimento de novas espécies.
A grande diversidade do mundo vivo despertou desde cedo nos cientistas a necessidade de organizarem sistemas de classificação. Alguns dos mais primitivos baseiam-se no grupo de semelhança dos caracteres morfológicos, ou seja, na anatomia comparada. Podem encontrar-se muitas semelhanças na anatomia de indivíduos que, à primeira vista, nos parecem diferentes.
A análise comparativa dos membros dos vertebrados, por exemplo, permite estabelecer a existência de diferentes tipos de estruturas:
- Estruturas homólogas: Estruturas de indivíduos diferentes ou não, herdadas do mesmo ancestral.
- Estruturas Embrionárias: Estas são estruturas que fazem parte da gestação do embrião, porém não fazem parte da sua vida após o nascimento. Como exemplos temos a bolsa amniótica, saco vitelínico e vesícula vitelina.

## Estruturas homólogas

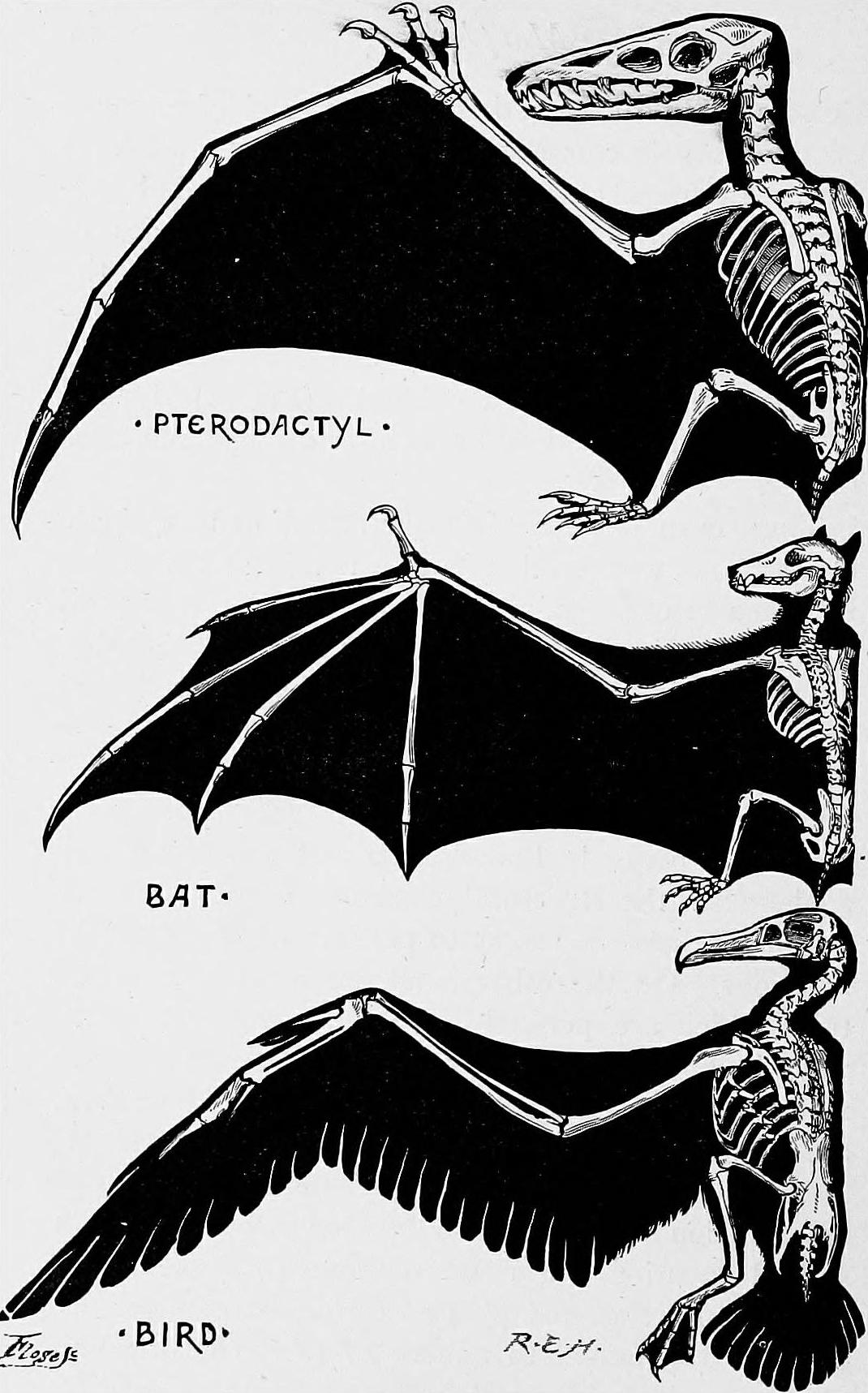
Homologia. 1 Pterosauria, 2 Chiroptera, 3 Aves

Os esqueletos dos membros anteriores dos vertebrados, apesar de desempenharem funções diferentes, apresentam um plano estrutural semelhante, que inclui ossos semelhantes na mesma posição relativa. Verifica-se, no entanto, diferenças em relação ao grau de desenvolvimento dos ossos e ao número de falanges dos dedos. Estas estruturas, com origens embrionárias semelhantes, são constituídas por ossos correspondentes, com um plano de organização semelhante, embora apresentem um aspecto diferente e desempenhem, neste caso, funções também diferentes.
Como exemplos de estruturas homólogas podem ser citadas as patas de equídeos e caninos com os membros dos humanos, pois derivam dos membros do ancestral originário dos mamíferos, porém não estão desempenhando a mesma função.

## Estruturas análogas
As estruturas análogas são resultado da evolução convergente, ou seja, grupos sem parentesco apresentam semelhanças na evolução, como a condição das aves e dos insetos de voarem e a condição dos golfinhos e peixes em viverem na água, porém estes não possuem um ancestral comum, a semelhança é apenas por causa de suas condições de morada.
Em uma teoria pré-darwiniana e não-evolutiva, as diferenças análogas são explicadas por uma forma de vida compartilhada, como nos pássaros e morcegos que precisam das asas para voarem, sendo a existência destas asas funcional, com formas análogas. Na natureza é frequente encontrar semelhanças entre organismos com origens muito diferentes. O aparecimento destas estruturas resulta, no mesmo meio, da seleção natural favorecer os indivíduos cujas características os tornam mais aptos, independentemente do grupo a que pertencem. Estabelecendo um conectivo entre os dois, ou seja uma comparação. Isso significa que têm a semelhança morfológica e funções iguais, mas a origem embrionária diferente.

## Órgão vestigial

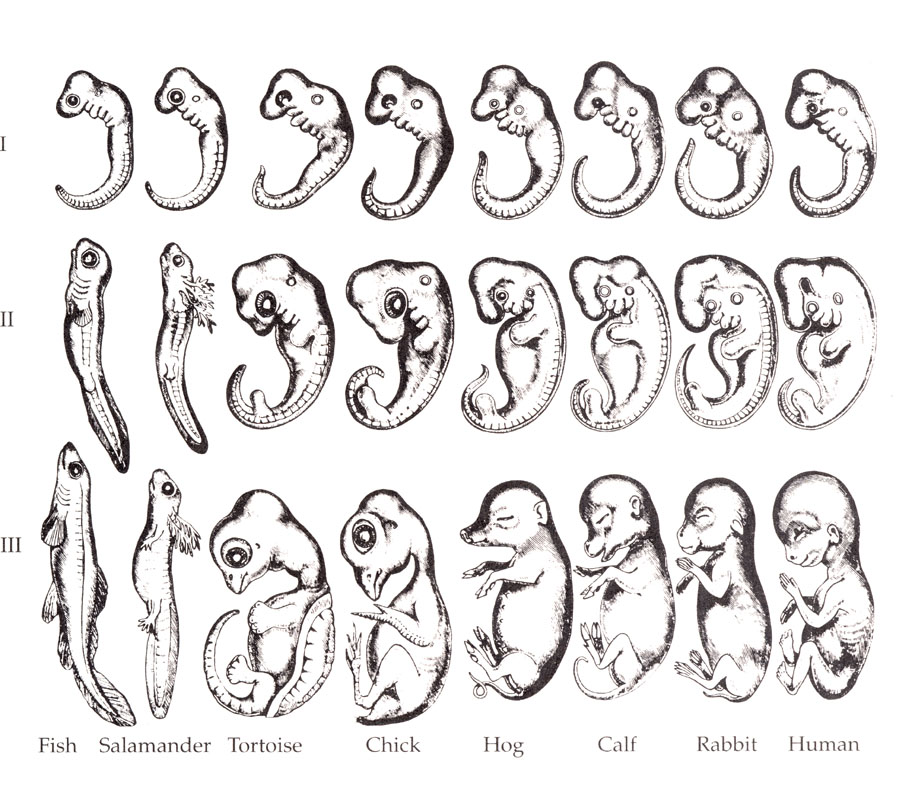
Desenhos de embriões, feitos por Ernst Haeckel.

Órgão vestigial é um órgão sem utilidade e que normalmente apresenta o tamanho reduzido em dadas espécies, entretanto apresenta função definida em outras. Acredita-se que o organismo contendo o órgão vestigial seja evolutivamente mais complexo. Como exemplos destes órgãos podem ser citados o apêndice (nos coelhos servem para armazenar o alimento previamente digerido destes animais e é onde a celulose ingerida na alimentação do coelho também é digerida) e os ossos que movimentam as orelhas (ainda em uso nos cães e ursos).
Órgãos vestigiais são vistos como evidência da evolução, pois são considerados provas que todos os organismos partiram de um ancestral comum, tomando rumos diferentes no decorrer da irradiação adaptativa e especiação, chegando a um ponto onde tais órgãos não têm mais utilidade em outro organismo e atrofiam-se ou até mesmo são inexistentes.